# バスクリン

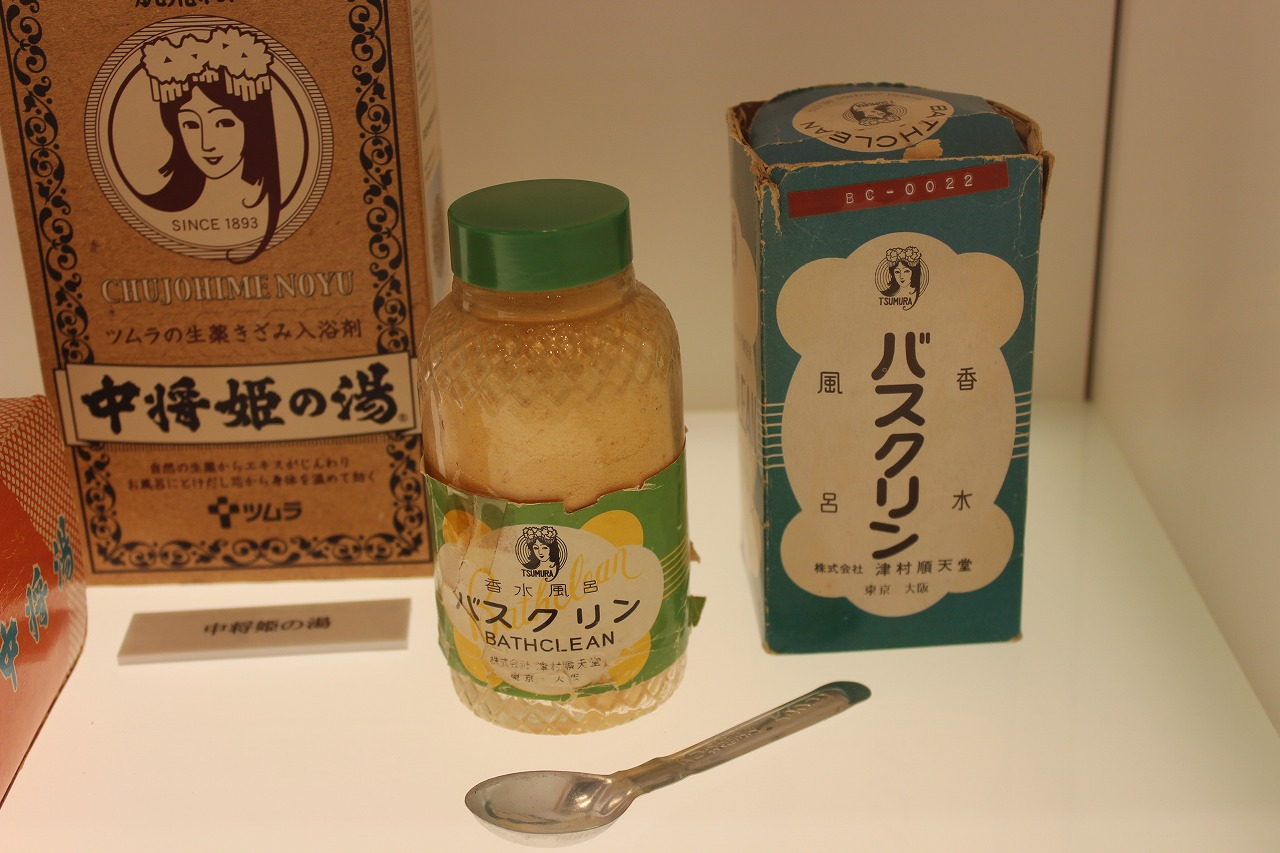
バスクリン 1950年

株式会社バスクリン（英: Bathclin Corporation）は、東京都千代田区九段北 に本社を置く日本の日用品メーカー。また、『バスクリン』(Bathclin) は、同社が製造・販売している、同社の代表製品たる入浴剤である。コーポレートスローガンは「健康は、進化する。」。アース製薬の完全子会社。
ツムラから分社した会社であり、2010年9月1日に、ツムラ ライフサイエンス株式会社 (Tsumura Lifescience Co., Ltd.) から商号変更した。

## 概要
株式会社バスクリンの主事業である入浴剤は、1897年に津村順天堂（現・ツムラ。ホームセンタージュンテンドーとは全くの無関係）が発売した日本初の入浴剤「浴剤中将湯」が起源である。ツムラ漢方記念館（茨城県阿見町）館長の田村素子によると、婦人薬の製造で余った生薬を社員が風呂に入れたところ、身体が温まったことがヒントになって開発されたという。その後、1930年に「浴剤中将湯」をベースに温泉成分と芳香を加えた芳香浴剤「バスクリン」を発売する。「バスクリン」は、当初、発汗性に優れ夏季の浴用に適さなかった「浴剤中将湯」に対して、夏用入浴剤として発売された。太平洋戦争末期の1945年には原料・資材・人材等の不足による生産中止に至ったものの、1950年に生産を再開。2010年で発売80周年を迎え、ロングセラーブランドとなっている。
また、1972年には日本初の浴槽洗浄剤「バスピカ」を発売。手軽さが支持されてヒットした。
しかし、ツムラがバブル経済期までに多角的な経営をしていたことが災いして業績が悪化し、さらに1996年に創業一家による特別背任事件が起きたことで経営危機に陥る。1995年に第一製薬（現：第一三共）から風間八左衛門、芳井順一らが招聘され、それまでの事業を整理し、医療用漢方製剤を中心とする事業へのシフトを開始した。家庭用品事業についても黒字化を達成すべく努力が続けられ、2006年3月期に営業黒字化が達成された。営業黒字化を受け、家庭用品事業の継続と自立をより強力に進めるため、家庭用品事業の分社化が決定した。2006年6月にツムラの完全子会社である（旧）ツムラ ライフサイエンス株式会社が設立され、2006年10月に家庭用品事業がツムラから（旧）ツムラ ライフサイエンス株式会社へ継承された。
2008年7月に、医薬品事業と家庭用品事業にシナジー効果が少ないことから、企業価値を高めるために投資ファンドのWISE PARTNERSの支援を受け、自社株取得 (MBO) によりツムラグループから独立することになった。
2008年8月に（旧）ツムラ ライフサイエンス株式会社の全株式が、WISE PARTNERSが新規に設立した株式会社プルメリアへ売却された。2009年1月に株式会社プルメリアが（旧）ツムラ ライフサイエンス株式会社を吸収合併し、商号を（新）ツムラ ライフサイエンス株式会社に変更し、ツムラから完全に独立及び離脱した。この時は「t」のマークと「ツムラ」の従来ロゴは引き続き使用されていたが、2010年9月に株式会社バスクリンに商号変更し、ロゴも一新された。
分社化後はツムラとの人的・資本関係は一切なく完全に距離を置いており、入浴剤のパッケージ裏面には「株式会社バスクリンは、株式会社ツムラから独立した会社です。」の表記がある。ただし、津村順天堂時代からの商品である「バスハーブ」（液体薬用入浴剤）は、バスクリンが製造販売承認を保有しており、ツムラへのOEM供給により、分社化後もツムラで販売されている。
2012年2月29日、アース製薬が、バスクリンの株式・新株予約権を取得し、完全子会社化した。
なお、親会社となったアース製薬や、当社と同じアース製薬傘下で2014年9月1日に株式会社白元からの譲渡により事業を開始した白元アース株式会社でも、当社と同じように入浴剤を扱っている（アース製薬では「バスロマン」ブランド製品、白元アースでは社名変更後に発売された「HERSバスラボ」ブランド製品が中心）。2018年8月にはアース製薬の「バスロマン」との大型リニューアルに伴って「バスクリン」で採用されている紙製楕円形容器が「バスロマン（プレミアム・薬泉を除く）」にも採用され、当社静岡工場製造となった。
2026年1月1日付でアース製薬に吸収合併され、バスクリンは解散する予定。

## 沿革
分社化前
- 1893年 - 初代津村重舎が東京市日本橋区（現在の東京都中央区）に、津村順天堂を創業。
- 1897年 - 日本初の入浴剤「浴剤中将湯」発売。
- 1930年 - 芳香浴剤「バスクリン」発売。
- 1964年 - 生産工場が、東京都目黒区から静岡県藤枝市に建設された工場（現・ツムラ静岡工場）に移転。
- 1972年 - 日本初の浴槽洗浄剤「バスピカ」発売。
- 1975年 - 「クールバスクリン」発売。
- 1986年 - 本格派の温泉入浴剤「バスクリン 日本の名湯シリーズ」発売。
- 1988年10月1日 - 社名を株式会社ツムラへ改称。
- 1994年 - 液ダレしない育毛トニック 「インセント」発売。
- 1998年 - スキンケア入浴液 「バスクリン ソフレ」発売。
- 2003年 - 発泡タイプの温泉入浴剤 「きき湯」発売。
- 2004年 - 生薬ベースの育毛剤「モウガ」発売。

ツムラ ライフサイエンス株式会社時代
- 2006年
  - 6月22日 - 株式会社ツムラ（旧・津村順天堂）の100%出資で、子会社「（旧）ツムラ ライフサイエンス株式会社」を設立。
  - 10月1日 - 株式会社ツムラが、バスクリンをはじめとする家庭用品事業について会社分割を実施し、（旧）ツムラ ライフサイエンス株式会社が承継[12]。
- 2008年
  - 4月14日 - 「ツムラ ライフサイエンス 通販サイト（現・バスクリン 通販サイト）」を開設。当初は、取扱店舗が限られている商品を中心とした取扱だった。
  - 7月1日 - WISE PARTNERS株式会社運営の投資ファンド（WP1号投資事業有限責任組合）が、株式保有を目的とする会社として株式会社プルメリアを設立。
  - 8月29日 - MEBOによる独立を目的として、株式会社プルメリアが（旧）ツムラ ライフサイエンス株式会社の全株式を45億5000万円で取得し子会社化。これにより、ツムラグループから独立[13]。
  - 12月10日 - 通信販売限定品の発売を開始。第1号は、「スパヴィノ」と「スキープAP4」の2品目3種。
- 2009年1月1日 - 株式会社プルメリアが、子会社化した（旧）ツムラ ライフサイエンス株式会社を吸収合併して、（新）ツムラ ライフサイエンス株式会社に商号変更[14]。

株式会社バスクリン時代
- 2010年9月1日 - （新）ツムラ ライフサイエンス株式会社が、「株式会社バスクリン」に商号変更[15]。
- 2011年
  - 4月1日 - 分社後、ツムラ静岡工場を間借りしていたが、この日から、新設された、バスクリン静岡工場へ移転した[16]
  - 6月1日 - 日本オリンピック委員会（JOC）の入浴剤・育毛剤カテゴリーにおけるオフィシャルパートナーとして基本合意（当初は2012年（平成24年）12月末までの予定だったが、翌月の2013年（平成25年）1月にJOCとの再契約を行ったことで契約期間が2016年（平成28年）12月まで延長された[17]）。
- 2012年2月29日 - WP1号投資事業有限責任組合をはじめとする全ての株主が、株式および新株予約権をアース製薬株式会社に譲渡し、同社が完全子会社化。
- 2014年
  - 8月18日 - 東京都千代田区の九段センタービルへの本社移転[1] に伴い、新本社での業務を開始。これと同時に東日本営業所、東京支店も移転。
  - 9月1日 - 本社の移転を完了。
- 2015年10月27日 - 特許庁より、この年の4月1日より申請が始まった、新しいタイプの商標のうち、「バスクリン」の動くロゴが、「動き商標」として認められた[18]。
- 2018年8月20日 - 「バスクリン」「バスロマン」の大型リニューアルに伴い、静岡工場においてプレミアム・薬泉を除く「バスロマン」シリーズの受託製造を開始。
- 2019年3月26日 - 「バスクリン」が粉末タイプ入浴剤ブランドにおける最新年間売上金額世界No.1としてギネス世界記録の認定を受ける（2017年(1～12月)の売上額が4,760万5,000ドルを記録し認定される）[19]。
- 2026年1月1日 - 親会社であるアース製薬へ吸収合併されて解散する予定[2][20]。

## 製品

### 入浴剤・バスタイム製品

#### 入浴剤
- バスクリン【医薬部外品】 - 当社の主力製品。キャップの天面側には視覚障がい者のために「バスクリン」の点字が刻印されている。2018年8月に全面刷新され、2013年9月の改良時に配合した「天然アロマビーズ」の直径を2倍にして「アロマのツブ」となり、天然香料成分と温泉ミネラル成分（乾燥硫酸ナトリウム）を増量、オーガニック認証ホホバ油が配合された。また、ラインナップはこれまで3種類あったサブライン（サンシャインガーデン・ブリーズグリーン・ナイトフィーリング）が廃止され、既存品はゆずの香り、森の香り、ラベンダーの香り、ジャスミンの香りと「サンシャインガーデン」から移行したベルガモットの香りの5種類に絞り、新たにポピーの香り、レモンの香り、菖蒲の香り、カモミールの香り、新茶の香りの5種類が追加されて10種類となったが、ポピーの香りと菖蒲の香りは2019年に製造を終了したため、現在は8種類となっている。また、レギュラー品以外にも定期的に数量限定の企画品が発売されている。
  - 大人のバスクリン - にごりタイプ。2015年10月に「バスクリン」の発売85周年を記念した数量限定の企画品として発売され、2016年9月にレギュラー商品化された。レギュラー商品化後も定期的に数量限定の企画品が発売されている。2018年8月に香料成分として「アロマ粒エッセンス」が配合され、「贅沢なあらごしピーチの香り」と「神秘の青いバラの香り」をリニューアル、レギュラー商品化当初から発売されていた「余韻のピールレモンの香り」に替わり、「豊かなブラッドオレンジの香り」を追加。2021年8月に全面リニューアルとなり、既存のラインナップを「神秘の高いバラの香り」のみに絞り、新たに「高貴なホワイトラベンダーの香り」と「魅惑のピンク檸檬の香り」が発売された。なお、本品は浴用化粧料に分類されるが、企画品の一部は医薬部外品に区分される商品があった。
  - 素肌クリア - 2021年8月発売。重炭酸ナトリウムを高配合し、1回の使用量を通常の「バスクリン」の2.5倍に相当する50gとしたもの。香りは「フレッシュシトラスの香り」と「スウィートハーバルの香り」の2種類。
  - ピュアスキン - にごり湯のスキンケアタイプ。2018年8月のリニューアルでは真珠エキス顆粒が配合されたほか、既存のラインナップも配合成分が変わり、「しっとり濃密プレミアム」はローヤルゼリーを豆乳エキスに変更して「しっとり肌」に、「贅沢なめらか肌」はココナッツオイルをアボカドバターに変更して「なめらか肌」に、「贅沢つややか肌」は椿オイルをアルガンオイルに変更し「つややか肌」に、「贅沢やわらか肌」は大豆エキスをコエンザイムQ10に変更し「やわらか肌」にそれぞれアイテム名を変更するとともに、「贅沢きよらか肌」を廃止する替わりに白金ナノコロイドとアルブチンが配合された「プラチナの輝き」が追加された。なお、今回のリニューアルで有効成分が配合されなくなったため、区分が浴用化粧料に変更された。
  - 薬湯【医薬部外品】 - 生薬成分配合タイプ（透明）。2018年8月のリニューアルではオーガニック認証ホホバオイルとトウキ末が配合され、既存のラインナップを「じっくり保温浴」と「カラダめぐり浴（2012年9月発売）」に集約し、「すっきり発汗浴」に替わり、2016年11月に数量限定品として発売され、2017年で製造を終了していた「温感EX」がレギュラー商品に昇格する形で追加された。
  - くつろぎの宿【医薬部外品】 - 元々は2015年5月に数量限定の企画品として「さっぱり仕立て（浴用化粧料）」が発売されていたが、同年9月に温泉ミネラル有効成分を100%配合した【医薬部外品】となり、炭酸水素ナトリウム（重曹）・硫酸ナトリウムを配合した「美人湯仕立て」と硫酸ナトリウム・硫酸マグネシウムを配合した「温感仕立て」の2種類に刷新してレギュラー商品となった。なお、企画品の「さっぱり仕立て」は2016年4月に炭酸ナトリウムと硫酸ナトリウムが追加配合され【医薬部外品】に移行して再発売され、2017年3月にも再々発売されている。2018年8月にレギュラー商品がリニューアルされ、「温感仕立て」は硫酸マグネシウムの増量と湯ざわりが強化され「ぬくもりごこち」に、「美人湯仕立て」は乾燥硫酸ナトリウムの増量と湯ざわりが強化され「しっとりごこち」にそれぞれ改名された。
  - マルシェ【医薬部外品】 - 2018年9月発売。合成香料・合成着色料・石油系原料を不使用にし、全成分を自然由来の原料のみで作られたナチュラルタイプ。チャック付パウチ包装で、再生プラスチック使用の計量スプーンが封入される。また、本製品の売上の一部は森林保全活動へ寄付される。香りは発売当初、シダーウッドの香り、オレンジの香り、レモングラスの香りの3種類だったが、2019年3月にミントの香り、同年9月にラベンダーの香りを順次追加発売し、5種類となった（ラベンダーの香りの発売と同時に、シダーウッドの香り・オレンジの香り・レモングラスの香りはパッケージデザインを変更するリニューアルが行われた）。2020年8月にオレンジの香り、レモングラスの香り、ラベンダーの香りの3種類をリニューアル。パッケージデザインを変更するとともに、専用スプーンにチャッククローザー機能（チャックに引っ掛けてスライドするだけでチャックが閉まる機能）と吊り下げ用フックが追加。リニューアルに伴ってシダーウッドの香りは製造終了となった。2021年8月にはジンジャー&レモングラスMixの香りを追加発売し、既存のオレンジの香り、レモングラスの香り、ラベンダーの香りもパッケージデザインを変更するリニューアルを行った。
  - クール【医薬部外品】 - クールタイプ。夏向けの商品だが通年販売されている。香りは「晴々さわやかWミントの香り」、「元気はじけるレモン&ライムの香り」、「風吹く青い花畑の香り」の3種類。2019年3月のリニューアルでは既存の「さわやかミントの香り」は有効成分の炭酸ナトリウムと硫酸ナトリウム、清涼成分のメントールパウダーの増量、「天然アロマビーズ」の大きさを2倍にした「アロマのツブ」の配合、保湿成分のオーガニック認証ホホバ油の追加により、「晴々さわやかWミントの香り」に改名。「はじけるシークヮーサー&ライムの香り」を「元気はじけるレモン&ライムの香り」に、「そよ風吹く高原の香り」を「風吹く青い花畑の香り」にそれぞれ変更された。2021年3月には「風吹く青い花畑の香り」に替わり、「避暑地の新緑の香り」を追加発売した。
  - アロマスパークリング - 1回分ずつ封入された粉末分包タイプ。元々は2007年9月に「カラダプラス」として発売されていたが、2011年9月に「スプラッシュビーズ顆粒」を加えた発泡タイプとなり、「カラダプラス アロマスパークリング」に商品名を変更して全面リニューアル。2013年10月に数量限定の企画品として、従来の「カラダプラス」を引き継ぐ透明タイプの「ミスティフォレスト」と「フレッシュユズ」、にごりタイプの「ローズモイスト」、2012年9月に追加発売された透明タイプの「ノーブルラベンダー」の4種にアソート限定のにごりタイプ「ピュアジャスミン」を加えた5種・12包入りの「プレミアムアソートセット」が発売され、2014年9月にアソート限定の透明タイプ「ファイングレープフルーツ」を追加して6種・12包入りの「アロマバスコレクション」に改名・リニューアルし、レギュラー化。2017年9月には「プレミアムアソートセット」のパッケージリニューアルと単品4種（ミスティフォレスト・フレッシュユズ・ローズモイスト・ノーブルラベンダー）の製造終了により、アソートタイプのみに集約された。2019年3月には小笠原村観光局との共同企画により、ムミンヒメツバキの香り・小笠原レモンの香り・シマギョクシンカの香り・小笠原パッションフルーツの香りの4種を詰め合わせた「アロマスパークリング 小笠原コレクション」を発売。同年9月には「カラダプラス アロマスパークリング プレミアムアソートセット」を「アロマスパークリング アソートコレクション」に改名してリニューアルすると同時に、知床白樺の香り・エゾノシシウドの香り・エゾキスゲの香り・知床ハマナスの香りの4種を詰め合わせた「知床コレクション」と屋久杉の香り・オイランアザミの香り・屋久島ポンカンの香り・ホソバハグマの香りの4種を詰め合わせた「屋久杉コレクション」の2種類を発売し、「小笠原コレクション」と合わせて「ナチュラルバスシリーズ」としてシリーズ化されるとともに、ブランド名を「アロマスパークリング」に統一された。2021年に「知床コレクション」が製造終了となったが、2022年3月に白神ブナの香り・白神ミズキの香り・白神雪ん子りんごの香り・白神タムシバの香りの4種を詰め合わせた「白神山地コレクション」が発売された。なお、「アソートコレクション」は【医薬部外品】、「ナチュラルバスシリーズ」3種は浴用化粧料にそれぞれ分類される。
- きき湯【医薬部外品】 - 発泡するブリケット剤型タイプ。ラインナップはボディケアライン4種（マグネシウム炭酸湯・カリウム芒硝炭酸湯・カルシウム炭酸湯・食塩炭酸湯）とスキンケアシリーズ2種（クレイ重曹炭酸湯・明礬炭酸湯）、2014年3月から発売されているクールタイプ2種の計8種類。それぞれに360gボトルと30g分包をラインナップし、つめかえ用（2013年9月発売）も設定されている。クールタイプは発売当初「冷泉炭酸湯」の名称で発売されていたが、2017年3月に「清涼炭酸湯」に改称して、ラインナップを香り別（クーリングシトラスの香り、リフレッシュフローラルの香り）にするリニューアルが行われ、同年9月にボディケアラインとスキンケアシリーズもリニューアル。温泉ミネラル成分が増量されたほか、つめかえ用の内容量も増量（420g→480g）された。「清涼炭酸湯」は2019年3月に重曹とミョウバンを増量するとともに、「リフレッシュフローラルの香り」を「ミントの香り」に変更、「クーリングシトラスの香り」を「シトラスの香り」に改名してリニューアルされた。2020年7月（つめかえ用は先行で同年6月）にボディケアラインとスキンケアシリーズをリニューアル。保湿成分の亜鉛（グルコン酸亜鉛）を追加配合した。2021年3月にクールタイプの「清涼炭酸湯」をリニューアル。ボディケアライン・スキンケアシリーズ同様に亜鉛（グルコン酸亜鉛）を追加配合。「ミントの香り」は新香調の「ミント&ライムの香り」となり、2020年に製造を終了していたつめかえ用が復活した。
  - ファインヒート【医薬部外品】 - 2012年9月発売。発売当初は「グレープフルーツの香り」と「カシス&シトラスの香り」の2種類だったが、2014年9月のリニューアルで2013年12月にJOC公式ライセンス商品として数量限定で発売されていた「スペシャルエディション」を「レモングラスの香り」に改名・追加して3種類となった。2016年9月のリニューアルで炭酸の量を「食塩炭酸泉」比約4倍に増量。同時に、トウガラシエキス・レモンエキス（共に保湿成分）と塩（基剤）を加えた「スマートモデル」が追加発売され、2018年3月にはl-メントールを「きき湯 清涼炭酸湯」に比べて高配合した青のボトルの春夏向け「爽快リフレッシュ」を追加。2018年9月に「グレープフルーツの香り」、「カシス&シトラスの香り」、「レモングラスの香り」、「スマートモデル」のパッケージデザインが変更。2019年9月には食塩とジンジャー末を有効成分として配合した就寝前向けの「リセットナイト」を発売。2020年8月に「スマートモデル」・「グレープフルーツの香り」・「レモングラスの香り」・「リセットナイト」の4種をリニューアルしてつめかえ用を追加し、「カシス&シトラスの香り」の製造を終了。2021年3月には「爽快リフレッシュ」もリニューアルされ、つめかえ用が追加発売された。同年8月には香料成分にd-リモネンを配合した「アクティブスイッチ」を発売し、「リセットナイト」をリニューアルした。
- ソフレ
  - 薬用ソフレ 濃厚しっとり入浴液【医薬部外品】 - 液体タイプ（クリームホワイト色/にごりタイプ）。2015年9月に旧「スキンケア入浴液」の米ぬかオイルを3倍量に増やし、ホホバクリーム（水添ホホバ油）・ワセリン・硬化油で構成された「クリームオイル」を追加配合。使用回数はそのままで1回の使用量を旧「スキンケア入浴液」の2/3に減らして（60ml→40ml）コンパクト化。商品名が変更された。香りは旧「スキンケア入浴液」を受け継ぐ「ホワイトフローラルの香り」と「スウィートハーブの香り」に、新香調の「リッチミルクの香り」と「モイスチャーローズの香り」を加えた4種類が設定される。なお、従来品だった「スキンケア入浴液」が2017年9月に新仕様で発売されることとなったため、本品は高保湿EXタイプの位置づけとなった。2019年9月にはホホバクリームを従来品比2倍配合してリニューアルされ、ラインナップを「ホワイトフローラルの香り」と「リッチミルクの香り」の2種類に集約した。
  - 薬用ソフレ キュア肌入浴液【医薬部外品】 - 2019年9月発売。液体タイプ（アイボリーホワイト色/にごりタイプ）。「マイクロ乳化製法」を導入するとともに、独自開発米ぬか油とべにふうき茶エキスを高配合、トウキエキスとジオウエキスを追加配合したらくらく浸透タイプ。ミルキーハーブの香り。
  - 薬用ソフレ 清潔スキンケア入浴液【医薬部外品】 - 2021年8月発売（乳白色/にごりタイプ）。イソプロピルメチルフェノールとビタミンB6を有効成分として配合。グリーンフローラル調の微香性。
  - マイルド・ミー ミルク入浴液 - 2019年9月発売。液体タイプ（ピュアホワイト色/にごりタイプ）。弱酸性・アルコールフリー・パラベンフリー・色素フリーの低刺激処方型。香りは「和らぐサクラの香り」と「夢みるホワイトラベンダー」の2種類。つめかえ用も設定されている。本品は浴用化粧料に分類される。
- 日本の名湯【医薬部外品】 - 粉末タイプ。本品は当初は「バスクリン」のサブブランドとして発売していたが、後に独立化した。現在のブランドロゴは書道家・武田双雲の書が採用されている。ラインナップは450g入のボトルタイプと5包入の分包タイプ、アソートパックがある。ボトルタイプは登別カルルス・乳頭の2種類、分包タイプはボトルタイプの2種類に、山代（山代はボトルタイプも設定されていたが、2016年に製造終了）・十和田蔦・紀州龍神・嬉野・美作湯原・黒川の6種類を加えた8種類。アソートパックは2019年9月に全面刷新され、入数を10包から14包に増量するとともに、ラインナップを登別カルルス・乳頭・黒川・山城・美作湯原にアソートパック限定の野沢・道後・那須塩原・奥飛騨新穂高・鳴子を加えた10種（登別カルルス、乳頭、野沢、道後は各2包ずつ、それ以外は各1包ずつ）を詰め合わせた「至福の贅沢」と、十和田蔦・嬉野・紀州竜神に、アソートパック限定の熱海・十勝川モール・濁河、そして、今回のリニューアルで追加された別府の7種（各2包ずつ）を詰め合わせた「通のこだわり」の2種類に整理。2020年8月に登別カルルス・十和田蔦・乳頭・山城・紀州竜神・別府・黒川にアソートパック限定の濁河を加えた8種のにごり湯を詰め合わせた「にごり湯の醍醐味」を追加発売した。その翌月にはボトルタイプをリニューアル。各温泉地ごとの温泉施設・名所・名物・植物を散りばめたイラストデザインに刷新するとともに、これまでアソートパック限定となっていた熱海と別府を初めて単独製品化する形で追加し、4種類となった。
- アーユルタイム - 2018年9月発売。バスソルト（浴用化粧料）。720gボトルと40g分包の2容量を設定する。香りは発売当初「ユーカリ&シダーウッドの香り」、「レモングラス&ベルガモットの香り」、「ラベンダー&イランイランの香り」の3種類だったが、2019年9月に「フランキンセンス&サンダルウッドの香り」を追加発売（同時に既存3種類をリニューアル）、2020年8月に「カモミール&クラリセージの香り」と「ネロリ&レモンの香り」を追加発売し、既存4種類もリニューアルされた。なお、このリニューアルに合わせ、分包タイプ全6種類を1つのパッケージにしたアソートパック「シックスタイムズコレクション」も発売された。
- 発泡の素 - 2021年9月（一部ECサイトは同年7月にボトルタイプのみ先行）発売。単品使用だけでなく、ほかの入浴剤（対象となるのは当社製の浴用化粧料で、大人のバスクリン、バスクリン ピュアスキン、ソフレ マイルド・ミー ミルク入浴料、バスクリン アロマスパークリング、アーユルタイムの5品目）と混ぜて炭酸泡の湯にすることが可能な無色（透明）タイプの浴用化粧料。ボトルと分包の2種類。
- プラス・ド【医薬部外品】 - 2021年9月発売。有効成分のショウガ末と保湿成分のショウガエキスの2種類の生姜成分を配合したボトル入り粉末タイプ。ジンジャーローズの香りとジンジャーフローラルの香りの2種類。

#### ボディケア製品
- 薬用ソフレ 乾燥肌ケアボディソープ【医薬部外品】 - ノンパラベン設計の薬用ボディソープ。当社が店頭向けに発売している現行のボディソープは本品のみである。2019年9月にパッケージデザインを刷新してリニューアルされた。

### 育毛剤
- インセント - 男性向け育毛トニック
  - 薬用育毛トニック【医薬部外品】 - 1994年に発売され、後に「モウガ」ブランドに編入されていたが、2014年2月に新製品の発売に伴ってパッケージリニューアルし、発売当初の製品名に戻った。2016年8月に緑のボトルの「無香料」と青のボトルの「無香料 プレミアムクール」は高麗ニンジンを増量してリニューアル。なお、翌月に追加発売された銀のボトルの「無香料 ノンアルコール」は2018年に製造終了となったが、2019年3月に茶のボトルの「微香性」が発売された。2022年2月のリニューアルでボタンピエキスを配合するとともに、内容量を10g増量（180g→190g、250g→260g）、パッケージデザインが変更され、微香性はライムグリーンに変更された。
  - 薬用毛髪鼓動【医薬部外品】 - 2017年2月発売。頭皮に直接当てて使用する「やわらかタッチノズル」採用。
  - アクティブエナジー【医薬部外品】 - 2022年2月発売。1日1回目安のリキッドスプレータイプ（外箱包装）。
- モウガ【医薬部外品】 - 男性向け育毛剤
  - シナジーX【医薬部外品】 - 「モウガ」の処方をベースに、桑根皮（桑エキス）を追加配合したもの。
  - 漲（ミナギ）【医薬部外品】 - 2009年4月発売。「モウガ シナジーX」で配合されていた桑根皮（桑エキス）に替わり、ホコウエイ（モウコタンポポ）根エキスを配合したもの。
- モウガL【医薬部外品】 - 女性向け育毛剤
  - エクストラ【医薬部外品】 - 「モウガL」の処方をベースに、桑根皮（桑エキス）を追加配合したもの。
  - 艶髪（あでがみ）【医薬部外品】 - 2009年4月発売。「モウガL エクストラ」で配合されていた桑根皮（桑エキス）に替わり、ホコウエイ（モウコタンポポ）根エキスを配合したもの。
- モルティ - 女性向け製品。薬用育毛ローション、薬用育毛エッセンス、薬用頭皮エステは「モウガL」のシリーズ品として発売されていたが、2016年3月のリニューアルで「モウガL」から独立したブランドに移行した。
  - 薬用育毛ローション【医薬部外品】 - スプレータイプの育毛剤。2019年9月のリニューアルで保湿成分として天然ビタミンEを追加配合。2022年2月のリニューアルで天然ビタミンEが増量された。
  - 薬用育毛エッセンス【医薬部外品】 - スプレータイプの育毛剤。2019年9月のリニューアルで保湿成分として大豆エキス（イソフラボン含有）を追加配合。2022年2月のリニューアルで保湿成分の大豆エキスを豆乳発酵液+加水分解黒豆エキスのダブル処方に強化された。
  - 薬用スカルプクリア【医薬部外品】 - 2022年2月発売。ジェットスプレータイプの育毛剤。
  - 薬用育毛ボタニカルクール【医薬部外品】 - 2019年3月発売。クールタイプの育毛スプレー。
  - 薬用頭皮エステ【医薬部外品】 - 2013年2月発売。薬用スカルプケアスプレー。2019年9月に保湿成分として配合されているヒアルロン酸を浸透型と豊潤型の2種類に強化してリニューアルされた。
  - プレミアム【医薬部外品】 - 2022年2月発売。1日1回目安のリキッドスプレータイプの育毛剤。

### バス用洗剤
- バスピカ - ボトルタイプ。
- バスピカアロマ泡スプレー - スプレータイプ。

### 通信販売限定品
- 髪姫（はつひめ）【医薬部外品】 - 2009年10月発売。女性向け育毛剤。2017年11月に中身・容器ともに変更してリニューアルされ、2019年10月につけかえ用を追加発売。2021年1月に植物性保湿成分のジュウヤク（ドクダミ）と羅臼昆布（海藻エキス）を追加配合してリニューアルされた。
  - 白髪用ヘアカラートリートメント - 2011年10月発売。トリートメントタイプの白髪用染毛料。発売当初、カラーはブラック・ダークブラウン・ライトブラウンの3色で、キャップが下のボトル形状だったが、後に処方変更されてチューブタイプとなり、カラーはダークブラウンのみとなった。
  - 薬用シャンプー【医薬部外品】 - 元々は2010年10月に「薬用シャンプー」として発売されていたが、2012年4月にムクロジエキスを羅臼昆布エキスに替え、香料・色素・鉱物油・パラベンを無添加化、内容量を変更（580ml → 500ml）され、「髪姫」のシリーズ品としてリニューアルされた。
  - 薬用トリートメント【医薬部外品】 - 元々は2010年10月に「薬用トリートメント」として発売されていたが、2012年4月に羅臼昆布エキスとツバキ油を追加配合し、殺菌成分をピロクトンオラミンからサリチル酸に替え、香料・色素・鉱物油・パラベンを無添加化、内容量を倍増（250g → 500g）してポンプタイプとなり、「髪姫」のシリーズ品としてリニューアルされた。
- 髪殿（はつとの）【医薬部外品】 - 2014年10月発売。男性向け育毛剤。2019年10月に「フィトエマルジョン」処方を採用と容器の改良を行ってリニューアルされ、同時につけかえ用が発売された。
  - 薬用シャンプー【医薬部外品】 - 2014年10月発売。2019年10月に甘草抽出末の追加配合とアミノ酸系洗浄成分の増量を行うとともに、ボトルの色を黒から白に変更してリニューアルされた。
  - 薬用リンス【医薬部外品】 - 2019年10月発売。
- 美漢精（びかんせい） - スキンケアブランド
  - プレミアムビューティオイル - 2011年12月発売。ライスオイル100%で作られた美容オイル
  - プレミアムビューティジェル【医薬部外品】 - 2012年10月発売。2019年11月に生薬有効成分である甘草抽出末を単一有効成分として初めて化粧品（クリーム品）に配合するとともに保湿成分を増量し、パック・アイセラム・ネックセラムの機能も兼ねたことでエイジング用ジェル状美容液から薬用オールインワンジェルへ品目名を変え、医薬部外品へ移行してリニューアルされた。
  - プレミアムビューティウォッシュホワイト【医薬部外品】 - 2014年4月発売。チューブ入り・クリームタイプの薬用洗顔石鹸。
  - 薬用クレンジングオイル【医薬部外品】 - 2016年10月発売
  - 薬用美白美容液【医薬部外品】 - 2016年10月発売
  - 薬用泡の美白パック【医薬部外品】 - 2016年10月発売
  - 薬用UV化粧下地（SPF40/PA+++）【医薬部外品】 - 2017年3月発売
- メンズ美漢精 薬用フェイスケア【医薬部外品】 - 2021年4月発売。化粧水・乳液・美容液・クリーム・アフターシェーブローションの5つの機能を一体化した男性向けオールインワン。
- 薬用入浴液【医薬部外品】 - 2014年4月発売。液体洗たく用洗剤に似た形状のハンドル付ボトル・1500ml入りの大容量タイプ。清浄や沐浴にも使用可能。2016年2月にボトル入りと内容量は同じで300ml入りのキャップ付パウチに小分けされた5袋セットを、2018年6月に凸版印刷の「エアホールドパウチ」を採用し、ボトル入りよりも50ml増量した1550ml入りのつめかえ用を追加発売した。
  - 香料無添加【医薬部外品】 - 2017年6月発売。「薬用入浴液」の香料無添加タイプ（1500ml入りボトルのみ）。
- 薬用石鹸【医薬部外品】 - 2016年4月発売
- 泡のふくだけシャンプー - 2016年4月発売。泡タイプのドライシャンプー
- 薬用うるおいミルク【医薬部外品】 - 2016年10月発売。全身用乳液
- 薬用パウダー【医薬部外品】 - 2017年4月発売。専用パフが同梱されたケース入りの大人向けてんか粉剤（固形）。
- 薬用洗口液【医薬部外品】 - 2019年4月発売。親会社であるアース製薬との初の共同企画で製品化された洗口液（ノンアルコールタイプ）。容量は80mlと1000mlの2容量で、容器は同社の洗口液ブランド「モンダミン」と同形状となる。
- 和漢青汁 温養湯（おんようとう） - 2013年1月発売。バスクリンで初の健康食品
- バスクリンくすり湯【医薬部外品】 - 2016年10月発売。液体タイプの入浴液。

### 販売終了品
※は通信販売限定品

#### 入浴剤・バスタイム製品
- ニューバスクリン
- バスクリンブーケ・ジャスミン
- バスクリンパヒューム
- バスクリンZ
- バスクリンふろっこ【医薬部外品】
- バスクリンビューティー
- バスクリンリッチアロマ
- バスクリンリライフ【医薬部外品】
- クールバスクリン【医薬部外品】 - 「バスクリンクール」へ継承
- クールバスクリンボディローション
- クールバスクリンボディソープ
- バスクリンAP【医薬部外品】
- スキンケアバスクリン【医薬部外品】
- バスクリンナチュラルリラックス【医薬部外品】
- バスクリン アイシングバス【医薬部外品】 - 2018年製造終了
- バスクリンハピバス【医薬部外品】 - 2016年製造終了
- バスクリンハーブからのエール【医薬部外品】 - 液体タイプ、2016年製造終了
- バスクリン フレグランススタイル - フレグランス調の香りを採用し、パープルの色の「アロマ粒エッセンス」（香料）を配合したシリーズ。フルーティローズ調の香り・透明タイプの「ピュア アンド ラブ」、ベルガモットラベンダー調の香り・透明タイプの「レデイー ラヴァンド」、フローラルムスク調の香り・にごりタイプの「ラグジュアリー エレガンス」の3種類。本品は浴用化粧料に分類されていた。2020年製造終了。
- バスクリン メディカルAD【医薬部外品】 - 汗などによる肌トラブル（あせも・しっしん）に効果がある粉末タイプ。保湿成分としてタンニン酸・甘草エキス・べにふうきエキスを配合。皮膚用薬ブランド「ムヒ」の製造販売元である池田模範堂とのコラボレーションによるパッケージデザインとし、400gボトルと40g分包の2容量が設定されていた。2021年製造終了。
- 薬湯バスクリン
- トリム【医薬部外品】
- プロセス
- バストリートメント　セプト
- ハーブバス
- ハーズハーブS
- ハウスエステ
- ツムラ石鹸
- アイシングバス
- アイシングジェット
- 中将姫の湯【医薬部外品】
- スパヴィノ※ - ワインと温泉水の入浴液。浴用化粧料。
- スキープAP4※【医薬部外品】
- 薬用ソフレ ベビーバスエッセンス【医薬部外品】 - 赤ちゃん向け薬用入浴液。2017年に製造終了し、「薬用ソフレ スキンケア入浴液」へ機能統合。
- 薬用ソフレ スキンケア入浴液【医薬部外品】 - 液体タイプ（乳白色の湯）。2015年9月に「濃厚しっとり入浴液」に改称・リニューアルされるまでは本名称で発売されていた。2017年9月に保湿成分としてオーガニック認証ホホバオイルが追加配合され、低刺激タイプとした新仕様の製品として約2年ぶりに再発売された。香りは「やさしいフローラルの香り」と「ほっとするハーブの香り」の2種類が設定されていた。2019年製造終了。
- プレミアム日本の名湯【医薬部外品】 - 2015年12月に「日本の名湯」の発売30周年を記念した数量限定の企画品として発売され、2016年9月にレギュラー商品化。その際、「静寂の湯」を「温浴の湯」に、「至福の湯」を「美肌の湯」にそれぞれ名称が改められ、容量は400gボトルに加え、50g分包を追加設定した。2018年製造終了。
- 日本の名湯ギフト【医薬部外品】 - 専用パッケージに変更された「日本の名湯」の進物用ギフトセット。那須塩原・道後・鳴子・奥飛騨新穂高・濁河の5種類は通常品ではアソートパックのみの設定で、単独の箱入りはギフト専用仕様であった。2020年製造終了。
- きき湯 BATH ESTHE（バスエステ） - 分包タイプ（6包入り）で、香りは「フレッシュシトラスの香り」と「クリアハーブの香り」の2種類。本品は浴用化粧料に分類されていた。2019年製造終了。
- きき湯 アロマリズム【医薬部外品】 - 「コンフォーティングオレンジの香り」・「リフレッシングジュニパーの香り」・「ドリーミングローズの香り」・「リラクシングネロリの香り（2012年9月発売）」・「クリアリングヴァーベナの香り（2013年8月発売）」の5種類があった。発売当初からバラ包装のみの設定だったが、「リラクシングネロリの香り」と「クリアリングヴァーベナの香り」の2種類は2014年9月に360g入り（約12回分）のボトルタイプを追加発売された。なお、2015年9月に追加発売された「コンフォーティングオレンジの香り」、「リフレッシングジュニパーの香り」、「ドリーミングローズの香り」の360gボトルタイプは2018年に製造終了となり、残りの製品も2020年に全て製造終了となった。
- 温美浴【医薬部外品】 - 粉末（発泡顆粒）タイプ。香りは「コンフォートローズの香り」、「リラクシングフラワーの香り」、「リフレッシュハーバルの香り」の3種類で、それぞれの香りに480gボトルと40g分包の2容量が設定されていた。2019年製造終了。
- スパ パーフェクション - 分包タイプ（浴用化粧料）。香りは「ベルガモットブルームの香り」と「ハーバルフィーリングの香り」の2種類。2021年製造終了。
- バスクリンボディーシャンプー
- バスクリンクールシャワー ジェルタイプ - 風呂上りにつけてシャワーで流すボディジェル（パウダーは無配合）。「シークヮーサーの香り」と「アイシングクール」が発売されていた。2016年製造終了。
- バスクリン洗えるクールシャワー【医薬部外品】 - 塗ってシャワーで流すジェルタイプのデオドラントボディウォッシュ。「スプラッシュグリーンの香り」は2017年、「さらさら肌 フレッシュベリーの香り」は2018年に順次製造終了。
- 薬用ソフレ ベビー全身ソープ【医薬部外品】 - 赤ちゃん用泡タイプのボディソープ
- めぐリラク 温かマッサージエッセンス - 洗い流すタイプの温感マッサージエッセンス。ナチュラルローズの香りとフルーティハーブの香りの2種類。2016年製造終了。
- ハーモニーアロマ - ボディウォッシュ。レモングラスを主体にブレンドした「リフレッシュブレンドの香り」とブルガリアンローズを主体にブレンドした「リラックスブレンド」の2種類。2016年製造終了。
- なごみボディソープ - 100%植物性石けん素材使用で、アルコールフリーのボディソープ。ゆず湯仕立てと清涼仕立ての2種類。2015年製造終了。
- バスクリンマジカルアロマ - 浴室専用の芳香剤。香りは「生まれかわる爽やかシトラス」・「心満たされる優しいハーブ」・「夢見ごこち豊かなローズ」の3種類。2015年製造終了。
- すくすくベビー

#### 育毛剤
- インセント薬用育毛トニック　ヘアチャージャー【医薬部外品】 - 「ソフトタッチノズル」を採用した黒のパッケージの男性向け育毛トニック。2017年に製造終了し、「インセント薬用毛髪鼓動」へ継承。
- インセント薬用育毛トニック　ヘッドリフレッシャー【医薬部外品】 - ピンク系パッケージの女性向け育毛トニック。2017年製造終了。
- インセントスカルプ ニョッキ - 2017年に全製品の製造を終了し、ブランドを終息した。
  - スカルプクレンジング - 週に1回使用するシャンプー前の頭皮用クレンジングスプレー
  - 薬用泡のスカルプシャンプー【医薬部外品】
  - 薬用スカルプローション【医薬部外品】 - 頭皮に直接塗布して使用するタイプのスカルプケアスプレー
  - メディカルFKローラー【医薬部外品】 - ローラータイプの男性向け薬用頭皮用ローション
- インセント薬用温感クレンジングシャンプー【医薬部外品】 - 温感成分配合の男性向けシャンプー。2018年製造終了。
- モウガL - 「モルティ 髪を育てる育毛ローラー」以外の製品は2017年に製造終了
  - 薬用頭皮すこやかシャンプー【医薬部外品】
  - 薬用髪いたわりトリートメント【医薬部外品】
  - モルティ 泡のスカルプクレンジング - 週に1～2回使用するシャンプー前の頭皮用クレンジング
  - モルティ 泡のヘアオイル - 泡タイプのヘアオイル（洗い流さないヘアトリートメントとヘアスタイリング剤を兼ねる）
  - モルティ スカルプシャンプー 美容液in
  - モルティ メディカルFKローラー【医薬部外品】 - ローラータイプの女性向け薬用頭皮用ローション
  - モルティ 髪を育てる育毛ローラー【医薬部外品】 - ローラータイプの女性向け育毛剤。2018年製造終了。
- モルティ ふんわりボリュームヘアスタイル - ボリュームアップタイプのスタイリングスプレー。2020年製造終了。

#### バス・キッチン用洗剤
- バスピカS - 「バスピカ」へ機能統合
- バスピカパウダ
- バスピカBP - BPシリコン配合で洗浄後湯垢の付着を防ぎ、次回からの清掃がより簡単になる。中性タイプ。風呂釜の洗浄には使えない。シャンプーのようにスタイリッシュな容器であった。
- バスフレッシュ - 風呂水清浄剤
- カビハンター
- キッチンアクアショット - 「アクアショット i・s・o・i・d・e（イソイデ）」へ継承
- アクアショット i・s・o・i・d・e（イソイデ） - 前述の「キッチンアクアショット」を改名しリニューアル。アルカリ電解水100%で出来たマルチクリーナー。2016年製造終了。
- アクアショットプラス - アルカリ電解水にアルコールを加えたマルチクリーナー。2017年製造終了。

#### その他
- ハイアライ - 粉末塩素系漂白剤
  - ハイアライ赤箱
- ニッサンサニタ - 家庭用殺虫剤
  - ニューニッサンサニタ
- ソクピカ - くつ下専用洗剤
  - ソクピカA
- ラットホン【医薬部外品】 - 強力ネズミとり（現在は大木製薬に譲渡）
- スメリカ
- 壁掛けタイプスメリカ
- スメランド - 芳香剤
- ヤンゲット - 天然成分配合消臭剤

他、多数

## 広報活動

### TVCM
TVCMは社名変更から約1か月経過した2010年10月2日より放映を開始している。企業CMと「バスクリン」のCMの2パターンがあり、いずれも女優の松下由樹を起用していた。また、同年11月からは旧ツムラ ライフサイエンス時代にオアシズを起用していた「きき湯」のTVCMも新社名版（CMの最後に「健康は、進化する。バスクリン」のナレーション入り）として再放映された。
その後、「きき湯」のTVCMは出演者の交代や製品リニューアルにより幾度か改訂が行われ、2011年10月22日から約2年間加藤あいが起用され、2013年10月21日からはおぎやはぎが起用されている。
また「インセントスカルプ ニョッキ」 のTVCMには、浜野謙太が起用されている。

### 提供番組
現在
なし
過去
- 情報プレゼンター とくダネ!（フジテレビ系列、水曜日の後半枠）
- ボクらの時代（フジテレビ、2015年4月から6月まで）
- たけしの健康エンターテインメント!みんなの家庭の医学（朝日放送制作・テレビ朝日系列、2010年10月から12月まで）
- がっちりマンデー!!（TBSテレビ、2009年10月から12月まで）

## テレビ番組
- 日経スペシャル カンブリア宮殿 ニッポンの風呂文化を支えて90年 ロングセラーの入浴剤"バスクリン"（2019年12月12日、テレビ東京）[21]

## その他
- バスクリン以外が販売する入浴剤も「バスクリン」と呼ばれることがあり、入浴剤全般を指すものとして一般名詞的に使われるケースが少なくない（商標の普通名称化）。これに対し同社では「バスクリン」の名称が普通名称化しないようにネット上の記事を定期的に巡回し、記事の訂正を求めたりしているという[22]。
- 「ぼくのなつやすみ2 海の冒険篇」の説明書にも「“バスクリン”はツムラの登録商標（当時）です。」という表示がある。
- かつて販売していた芳香剤「スメランド」のCMソングは大瀧詠一が歌唱し、作曲も多羅尾伴内名義で手掛けていた。
- 2013年、産学連携や科学技術・イノベーション分野で高い評価を受ける産学官連携功労者表彰農林水産大臣賞を受賞。受賞案件名は「メチル化カテキン高含有「べにふうき」緑茶とそれを利用した外用剤の開発」。
- 映画版のテルマエ・ロマエIIでは当製品が使われたシーンがある。